# Входження в атмосферу

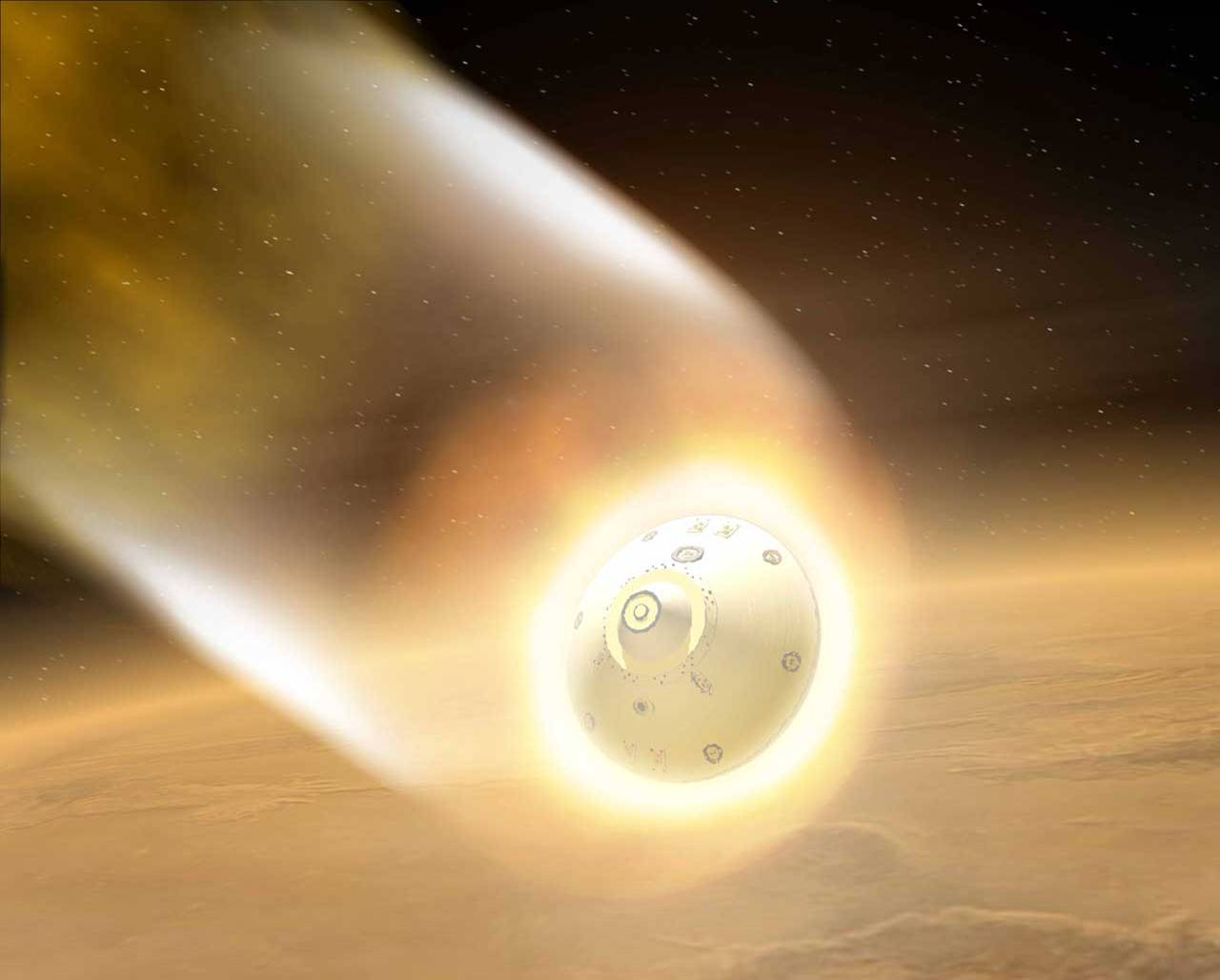
Рух MER в атмосфері Марса

Анімована ілюстрація різних фаз входу в атмосферу небесного тіла: влітає метеороїд, світиться при падінні метеор, долітає до землі метеорит

Входження в атмосферу — рух об'єкта із космічного простору через атмосферні гази планети, карликової планети чи природного супутника. Аеродинамічний опір, що виникає при цьому, призводить до значного нагрівання об'єкта і може поступово дезінтегрувати його. Якщо тіло має низьку міцність на стиснення, то воно може навіть вибухнути.
Існують два основних типи входження в атмосферу:
- неконтрольоване — таке, як вхід астрономічного об'єкта, космічного сміття та болідів;
- контрольоване (re-entry — при поверненні на Землю, entry — при посадці на іншу планету, супутник тощо) — керований рух космічного апарата (КА) заданим курсом[1].

Створені людьми об'єкти, що перебувають на орбіті, з часом втрачають швидкість і падають в атмосферу. Таке може спричинятися і через помилки у процесі виведення КА на орбіту. Верхні ступені ракет-носіїв після виконання своєї місії падають і згоряють. Іноді транспортні засоби спеціально програмують на знищення в атмосфері, щоб вони не перетворилися на космічне сміття (деорбітація). На Землі входження в атмосферу починається нижче лінії Кармана, що знаходиться на висоті більш ніж 100 км від її поверхні (для Венери ця висота складає 250 км, а для Марса — 80 км). Перше велике розпадання великого об'єкта відбувається на висоті 83—74 км. Поступово шматочки зменшуються, але іноді згоряють не повністю, а падають на Землю.
Єдиний офіційно підтверджений випадок падіння уламка космічного об'єкта на людину був зафіксований у місті Tusla, Оклахома, США: Lottie Williams повідомила, що під час прогулянки її у плече вдарив обгорілий уламок розміром з долоню, що впав з неба. Дослідження показали, що це була частинка паливного бака ракети Delta-2, що запускала супутник у 1996 році.
Зазвичай кінетична енергія транспортного засобу під час спуску становить 50—1800 МДж, і зменшується вона завдяки атмосферній дисипації. Тобто, кінетична енергія витрачається на тертя об атмосферні гази, при цьому адіабатичне стиснення призводить до значного підвищення температури на поверхні теплового щита (покриття) апарата. Значно менші витрати йдуть на так зване випромінювання чорного тіла від гарячих газів та на хімічні реакції між іонізованими газами.
Керовані об'єкти спрямовують до Землі попередньо розрахованими траєкторіями, наприклад, суборбітальною (міжконтинентальна балістична ракета) чи орбітальною (Спейс Шаттл). Космічні апарати багаторазового використання під час входження в атмосферу потрібно сповільнювати до дозвукових швидкостей перед розкриттям їх парашутів, інакше вони можуть зруйнуватися. Кількість пального, що витрачається на гальмівний імпульс, майже дорівнює кількості пального, що необхідна для підйому апарата. Тому існують альтернативні методи сповільнення, що використовують плавучість тіла, особливо там, де присутній значний шар атмосфери (Венера, Титан та інші газові планети). Значно зменшити швидкість спуску об'єкта може підіймальна сила, що з'являється при правильно підібраному кутові атаки, який можна змінювати тангажем літального засобу.

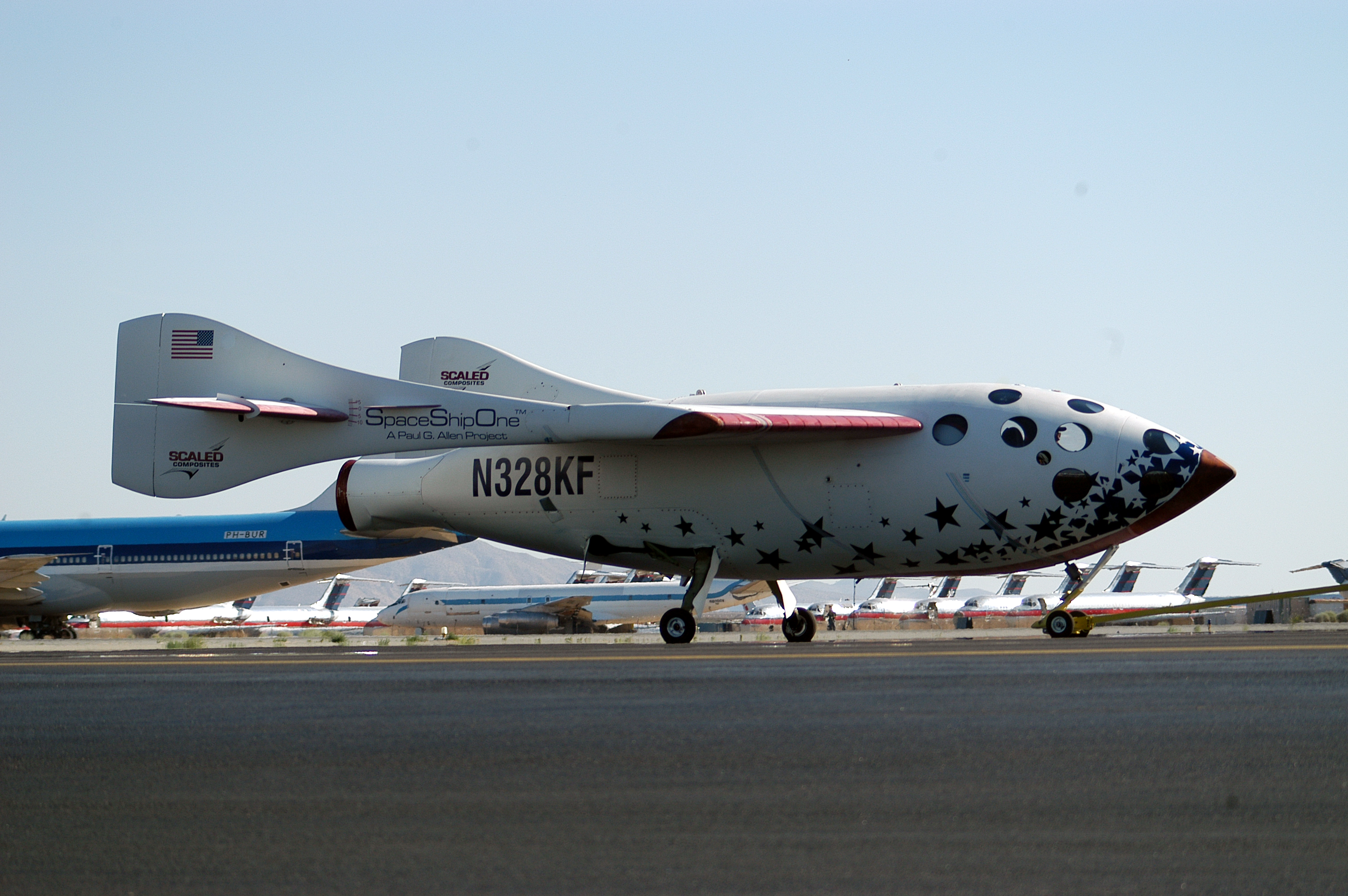
SpaceShipOne

Існують наступні конструкційні способи зменшення швидкості літального апарата: крила із додатковими елементами можуть підійматися в потрібний момент, створюючи ефект волана (SpaceShipOne), або насадка на верхівці спускного апарата, що складається із вакуумнозапакованих кевларових кільцеподібних трубок, які надуваються в необхідний момент і утворюють щит у формі грибного капелюшка, що значно збільшує площу опору атмосфері (Hypersonic Inflatable Aerodynamic Decelerator).

## Система термічного захисту
Система термічного захисту — це бар'єр, що захищає космічну капсулу від руйнівного жару протягом входу в атмосферу. Поділяється на:
- Абляційний захист — покриття, що нагріваючись, потоншується і руйнується саме, зберігаючи поверхню КК.
  - Phenolic impregnated carbon ablator (PICA) — вуглецеве волокно, просочене фенолформальдегідною смолою. Має низьку густину та теплопровідність. Гарно витримує надвисокі теплові навантаження (1,2 кВт/см2). Було розроблене в 1990-х роках Дослідницьким центром Еймса (НАСА) для капсули корабля Стардаст, що повертався на швидкості 12,9 км/с (46 440 км/год)[4]. Це найбільша швидкість повернення об'єкта, зробленого людиною, після якої він залишився цілим. PICA-X — це розроблена компанією SpaceX покращена версія PICA для їхніх КК Dragon та Dragon 2. Має спрощену процедуру виготовлення[5][6].
  - Silicone-impregnated reusable ceramic ablator (SIRCA) — сотоподібна керамічна матриця, заповнена силіконовою масою.
  - AVCOAT — сотоподібна матриця із скловолокна, заповнена епоксидною фенолформальдегідною смолою. Використовувався на капсулі Аполлона і застосовуватиметься на КК «Оріон»[7].
- Температурне розсіювання — покриття об'єкта плитками із діоксиду кремнію (високої чистоти). Цей матеріал має дуже низьку теплопровідність. Такими плитками вкривали Орбітер Спейс Шаттлу. Вони могли витримувати температуру до 1260 °C, але були відносно крихкими і легко розбивалися.
- Пасивне охолодження — коли захисне покриття вбирає в себе теплову енергію під час пікового навантаження, а потім віддає її атмосфері. Раніше для цього застосовували метали, як-от титан, берилій, мідь, але це додавало занадто велику вагу літальному апарату. Тому було розроблено Reinforced carbon–carbon[en] — графіт, армований вуглецевим волокном. Його застосовують в основному для покриття носових конусів міжконтинентальних балістичних ракет. Позитивним фактором є висока температура сублімації графіту (3825 °C), але недостатня його ударна стійкість.
- Активне охолодження — захисним екраном є металевий сплав, із канальцями, якими циркулює холодоагент. Цей метод розроблявся для суборбітального гіперзвукового космоплана Rockwell X-30, який так і не пройшов випробувань.

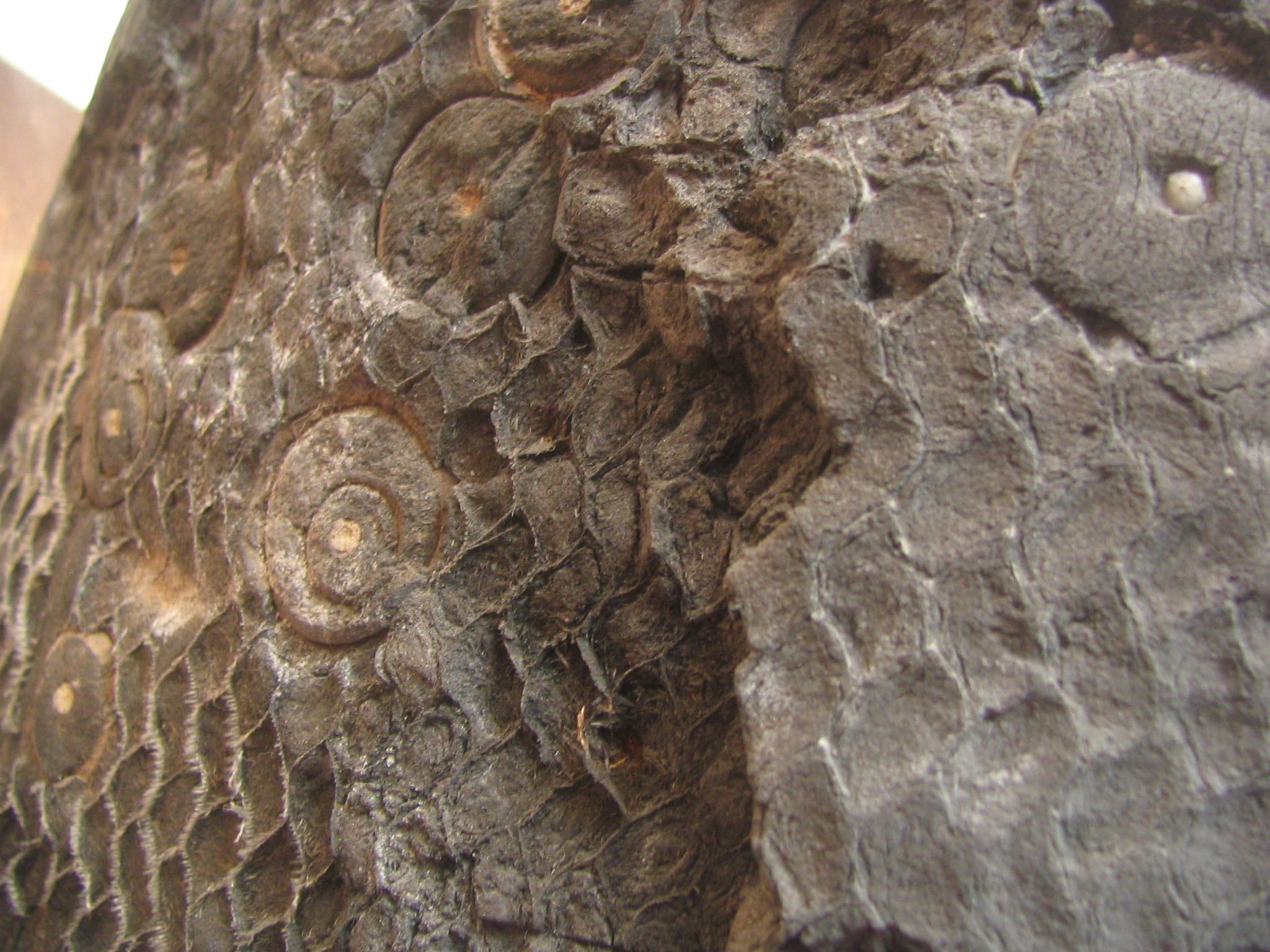
Покриття капсули Командного модулю Аполлон-11
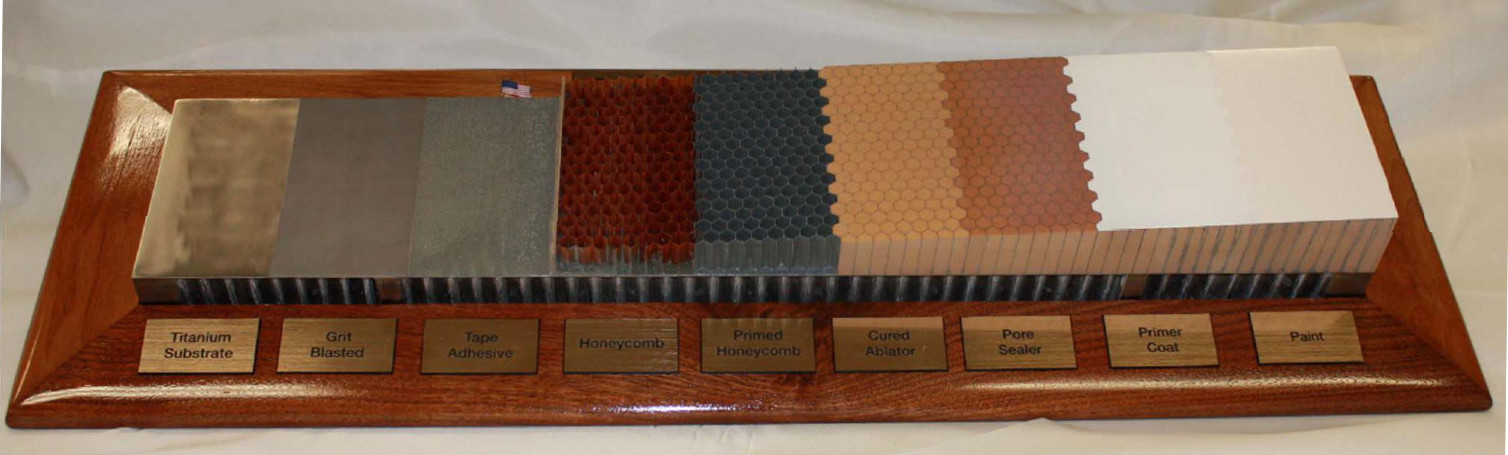
Стадії виготовлення AVCOAT
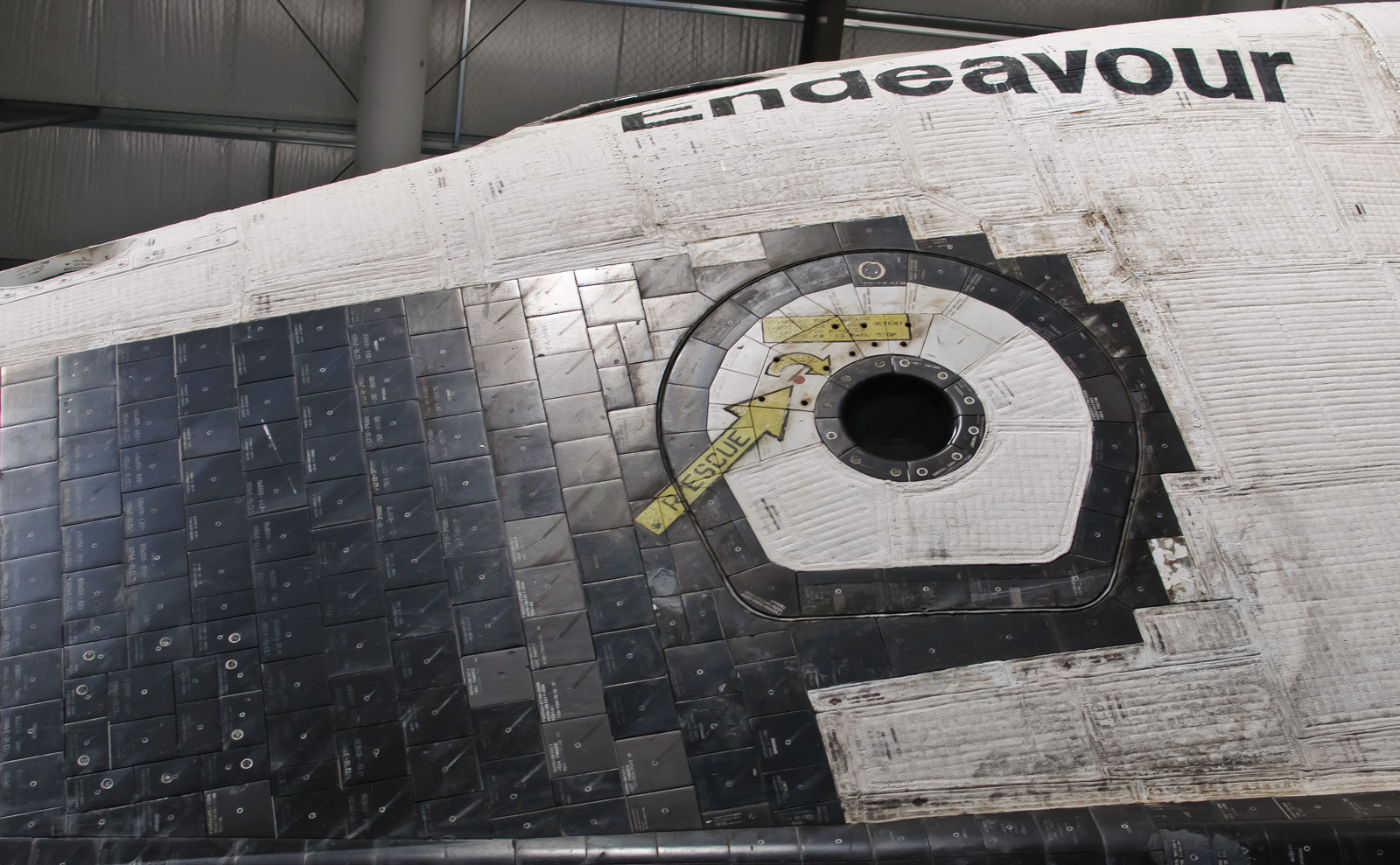
Термозахисні плитки на Орбітері Шаттла